# Sinh nhật

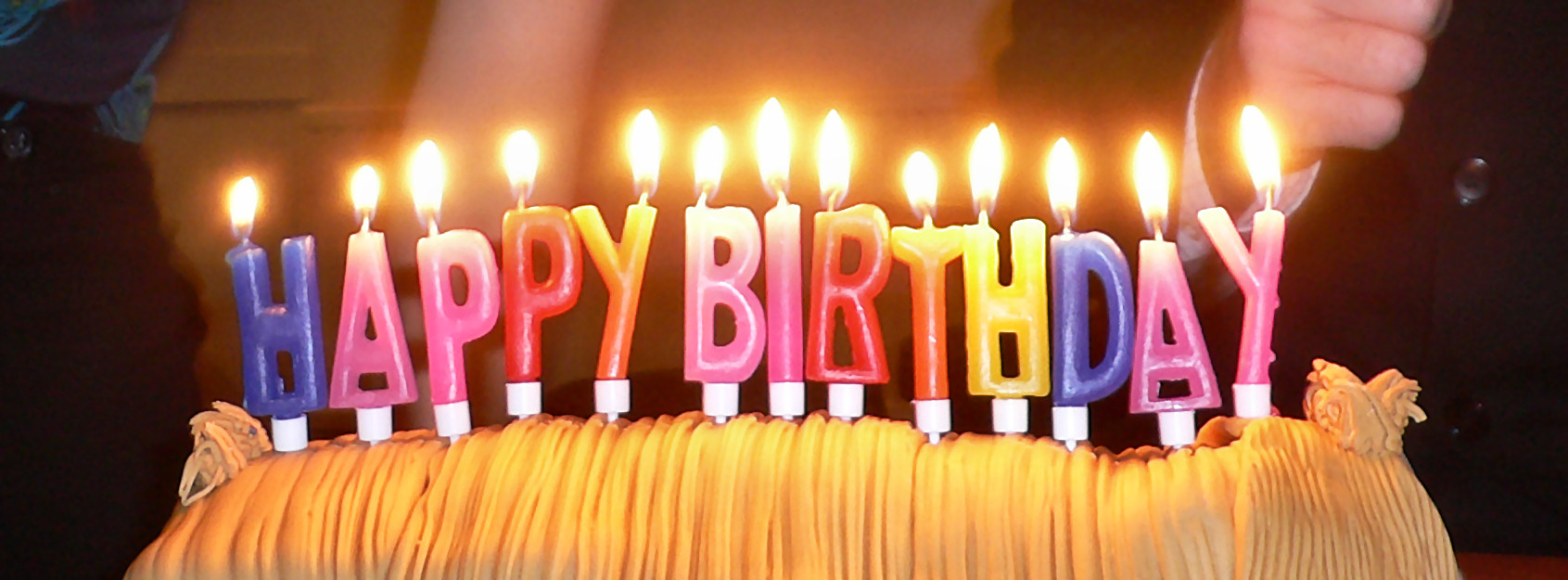
Nến ghép thành dòng chữ tiếng Anh nghĩa là "Chúc mừng sinh nhật"

Sinh nhật hay sinh thần, sanh nhật, sanh thần (tiếng Anh: Birthday) là ngày kỷ niệm ngày sinh của một người hay theo nghĩa bóng là của một tổ chức. Sinh nhật của mọi người được tổ chức ở nhiều nền văn hóa, thường là quà sinh nhật, thiệp sinh nhật, tiệc sinh nhật hoặc nghi thức chuyển giao.
Nhiều tôn giáo kỷ niệm ngày sinh của những người sáng lập hoặc nhân vật tôn giáo của họ bằng những ngày lễ đặc biệt (ví dụ: Giáng sinh, Mawlid, Ngày sinh của Đức Phật và Krishna Janmashtami). Lễ hội Janmashtami kỷ niệm sinh nhật của vị thần Krishna, hóa thân thứ tám của thần Vishnu. Còn đại lễ Maulid là một ngày lễ trọng đại của tôn giáo Islam (Hồi giáo) và cộng đồng theo đạo Islam trên thế giới, kỷ niệm ngày sinh Thiên sứ Nabi Muhammad (S.A.W), Thiên sứ cuối cùng có nhiều công lao khai sáng tôn giáo Islam (Hồi giáo).
Có sự khác biệt giữa ngày sinh nhật và ngày sinh: ngày sinh nhật, ngoại trừ ngày 29 tháng 2, diễn ra hàng năm (ví dụ: ngày 15 tháng 1), trong khi ngày sinh là ngày hoàn chỉnh khi một người được sinh ra (ví dụ: ngày 15 tháng 1 năm 2001). Sự khác biệt là ngày sinh gồm năm, tháng và ngày sinh của ai đó; trong khi sinh nhật là ngày kỷ niệm ngày ai đó được sinh ra.

## Công ước pháp lý
Trong hầu hết các hệ thống pháp luật, một người trở thành người trưởng thành hợp pháp vào một ngày sinh nhật cụ thể khi họ đến tuổi trưởng thành (thường là từ 12 đến 21) và đạt được các mốc cụ thể theo độ tuổi sẽ trao các quyền và trách nhiệm cụ thể.
Ở những độ tuổi nhất định, một người có thể đủ điều kiện để rời bỏ giáo dục toàn thời gian, trở thành đối tượng của nghĩa vụ quân sự hoặc nhập ngũ, đồng ý quan hệ tình dục, kết hôn với sự đồng ý của cha mẹ, kết hôn mà không có sự đồng ý của cha mẹ, bầu cử, tranh cử cho chức vụ được bầu, mua (hoặc tiêu thụ) hợp pháp các sản phẩm rượu và thuốc lá, mua vé số hoặc lấy bằng lái xe. Tuổi thành niên là độ tuổi mà trẻ vị thành niên không còn được coi là trẻ em về mặt pháp lý và nắm quyền kiểm soát con người, hành động và quyết định của chúng, do đó chấm dứt sự kiểm soát pháp lý và trách nhiệm pháp lý của cha mẹ hoặc người giám hộ đối với chúng. Hầu hết các quốc gia quy định tuổi thành niên là 18, mặc dù nó thay đổi theo thẩm quyền.

## Từ nguyên
Chữ Hán: 生日.